# Marc-Antoine Charpentier
Marc-Antoine Charpentier  (Pariz 1643. ili 1636. – 24. veljače 1704.) bio je francuski barokni skladatelj i vjerojatno najznačajniji predstavnik francuske duhovne glazbe svog razdoblja, nazivan od svojih suvremenika ‘’Feniks Francuske’’, po Žar - ptici koja predstavlja uskrsnuće (Isusa).

## Životopis
Kao mlad i vrlo obrazovan (vjerojatno zaslugom isusovaca), zaputio se 1667., u Italiju navodno studirati slikarstvo, međutim tamo se posvećuje izučavanju glazbe. Tu se sastajao s Giacomom Carissimijem, i izučavao ondašnju glazbu, Claudija Monteverdija (umro 1643., u godini rođenja Charpentiera) i Victoria.
Kad se vratio u Paris 1669., našao se u kontroverzi s Lullyjem, i njegovim sljedbenicima, iz razloga sukoba francuskog, i talijanskog stila koga je Marc donosio. Lully ga je kao francuski dvorski autoritet glazbenih zbivanja čitavo buduće vrijeme pokušavao držati u sjeni, što je trajalo do Lullyjeve smrti 1687. Delalande je također zasjenjivao M.-A. Charpentiera, kao dvorski glavni glazbenik.
Charpentier je našao dom i zaštitu u blizini dviju princeza, prije svega kod Marie de Lorraine (Mademoiselle de Guise), princeze od Joinvilleja, ujedno vojvotkinje Joyeuseija, pokrajina Guise (in rue du Chaume), u Francuskoj. Tu je skladatelj radio kao kućni skladatelj sve do njene smrti 1688. g. 
Punih 18 godina Charpentier je bio pod zaštitom ovih dviju žena. Marcovo podrijetlo mu ne bi dozvoljalalo privilegije koje su mu omogućile ove dvije dame, prije svega pisanje glazbe za najveće pariške crkve i za Dvor. One su ustvari te koje su mnogo zaslužne za njegov uspjeh.
Potom je došao 1672., u kontakt s Moliereom, s kojim je surađivao u radu njegove kazališne skupine, međutim to je vrlo kratko trajalo jer je Moliere ubrzo preminuo (1673.). Potom je surađivao Corneilleom, u kazališnim komadima.
1693. napisao je liričnu tragediju Médée (Medeja) koja u to doba nije bila posebno prihvaćena, a danas se smatra kao jedan od najboljih kazališnih djela tog perioda.
1679. dobio je posao da piše kompozicije u Saint-Germainu, za vjerske ceremonije, u čemu je sudjelovao i kralj Luj XIV., želeći i sam slušati Charpentierova djela.
1680. Charpentier je dobio zvanje glavnog glazbenika (Maître de musique) u vojvodini de Guise, u isusovačkoj pariškoj crkvi Saint Louis, što će obavljati do 1688. kada dobiva posao u samostanima Port-Royal de Paris i Abbaye-aux-Bois (tu objavljuje svoje Leçons de ténèbres (H.96-110) )
M.-A. Charpentier se 1683. razbolio prilikom natjecanja za kandidaturu za jedno povlaštenije mjesto glazbenika, i potom je dobio mirovinu od kralja Luja XIV., iako ima naznaka da nekim svojim osobinama nije odgovarao određenim krugovima, tako da je bolest upitna. 
Charpentier je uvijek držao bliske odnose s isusovcima. Ostao je neoženjen, što je i bio preduvjet da stupi u isusovački red, stoga se Charpentierov život može okarakterisati kao nazirejstvo, odnosno monaški način života.
Od 1688. do 1698. bio je glavni skladatelj škole Saint Louis-le-Grand, in rue Antoine. Vjerske proslave tamo su se održavale blizu isusovačke crkve Saint Louis.
1698. postao je ‘’Maître de musique à la Sainte Chapelle’’, na komu mjestu je bio do 24. veljače 1704., kada je preminuo u svojoj sobi u Svetoj kapeli (Sainte-Chapelle) u sedam ujutro.
Zbog talijaniziranog stila Charpentierova glazba je nakon njegove smrti brzo pala u zaborav, da bi nakon tri stoljeća bio ponovno probuđen interes za nju.
Charpentier je skladatelj prije svega vokalno-instrumentalne glazbe, i to religiozne tematike, ali i profane ili svjetovne, koju je najaviše pisao u prvom dijelu života npr. za komedije kazališnih družina. Instrumentalnih djela ima samo nekoliko. Opus mu iznosi više od 500 djela.
U Francuskoj je proglašen 2004. godine kao najveći francuski skladatelj. Najpoznatije djelo mu je Te Deum čija je himna u uvertiri djela poznata kao himna eurovizijskih prijenosa.

## Diskografija
Posljednjih godina, sad već i desetljeća, Charpentierova glazba doživljava pun procvat, brojnim diskografskim snimcima, u čemu prednjači ansambl Les Arts Florissants (Cvjetajuće umjetnosti), pod umjetničkim vodstvom Williama Christiea, a također i Jordi Savall sa svojim ansamblom Hesperion XX

## Francuska barokna glazba
U skorije vrijeme francuska barokna glazba se smatra jedinstvenom u svijetu za to doba. Jean-Philippe Rameau, (1683. – 1764.); François Couperin 1668. – 1733.); Jean-François Dandrieu (1682. – 1738.); Jacques Champion de Chambonnières (C.1602. – 72.); Michel-Richard Delalande (1657. – 1726.); Jean-Baptiste Lully (1632. – 87.), su neki od skladatelja tog doba.

## Audio
- Himna eurovizije[neaktivna poveznica] – midi
- Charpentier-ovi albumi on-line[neaktivna poveznica]

## Vanjske poveznice
- Marc-Antoine Charpentier musicien du baroque – stranice francuskog Ministarstva kulture, u čast skladateljeve 300-te obljetnice smrti
- Charpentierova biografija  Arhivirana inačica izvorne stranice od 16. svibnja 2009. (Wayback Machine)
- Novootkriveni Charpentierov portret  Arhivirana inačica izvorne stranice od 9. svibnja 2008. (Wayback Machine)